# Kriegergedächtniskapelle (Herxheim)
Die Kriegergedächtniskapelle in Herxheim bei Landau befindet sich auf dem heutigen unteren Kirchberg in direkter Nachbarschaft zur Kirche St. Maria Himmelfahrt. 

## Baustil
1830 wurde sie an der Stelle des ehemaligen Rat- und Schulhauses als „Wacht- und Arresthaus“ errichtet. Die Planung stammte vom Baukunstausschuss München geleitet durch Leo von Klenze. Der klassizistische Stil der Kapelle mit ihrem viersäuligen Portikus steht unverkennbar in der Tradition des Herxheimer Rathauses, dessen Grundsteinlegung am 27. Mai 1824 erfolgte.

## Umbau
Nach dem Ersten Weltkrieg erfolgte 1922 nach Plänen von Wilhelm Schulte der Umbau des Gebäudes in eine Gedächtniskapelle, deren Eigentümer bis heute die Ortsgemeinde Herxheim ist. Im Inneren der Kapelle befindet sich eine Sandsteintafel mit den Namen der über 400 Gefallenen und Vermissten der Gemeinde infolge des Deutsch-Französischen Krieges sowie des Ersten und Zweiten Weltkrieges. Ebenfalls vorhanden ist eine spätgotische Kreuzigungsgruppe. Die Kriegergedächtniskapelle steht unter Denkmalschutz.